# Asplanchna priodonta
Asplanchna priodonta is een soort in de taxonomische indeling van de raderdieren (Rotifera). 
Het dier behoort tot het geslacht Asplanchna en behoort tot de familie Asplanchnidae. De wetenschappelijke naam van de soort werd voor het eerst geldig gepubliceerd in 1850 door Gosse.